# William Dennison
Pour les articles homonymes, voir Dennison.
William Dennison, Jr., né le 23 novembre 1815 à Cincinnati (Ohio) et mort le 15 juin 1882 à Columbus (Ohio), est un homme politique américain. Membre du Parti whig puis du Parti républicain, il est gouverneur de l'Ohio entre 1860 et 1862 puis Postmaster General des États-Unis entre 1864 et 1865 dans l'administration du président Abraham Lincoln puis dans celle de son successeur Andrew Johnson.